# سبقت ممنوع
 سبقت ممنوع جزء نشان‌های بازدارنده یا انتظامی راهنمایی و رانندگی است. رانندگان در هنگام دیدن این تابلو به هیچ عنوان نبایست سبقت بگیرند. این نشان در ایران نیز رایج است.